# 2MASS J21265040-8140293
2MASS J21265040-8140293は地球から約80.7光年離れた位置にある赤色矮星TYC 9486-927-1を公転している太陽系外惑星、または褐色矮星である。名称が長いため、JMASS J2126-8140や2MASS J2126と略されることが多い。本項では以下、「2MASS J2126」と表記する。

## 概要
2MASS J2126は2009年にその存在が発見されたが、当時は褐色矮星か自由浮遊惑星だと思われていた。しかし、2016年1月にこの天体が約6900AU離れた位置にあるスペクトル型M2型の小さな恒星、TYC 9486-927-1を約90万年で公転していることが確認された。現在、確認されている中では恒星からの距離と公転周期が最も長い天体であるとされている。公転周期があまりにも長すぎるため、2MASS J2126は誕生以来、まだ50周ほどしか軌道を公転していないとされている。
2MASS J2126は木星の11.6-15倍の質量を持つ。これは太陽系外惑星と褐色矮星の境界線に位置する値である。スペクトル型はL3型で、これは褐色矮星に見られるスペクトルであり、表面温度も1800Kと高温である。年齢が1000万-1億5000万年と推測されているため、形成時の余熱などが残っていると考えられる。